# Rivière Shenzhen

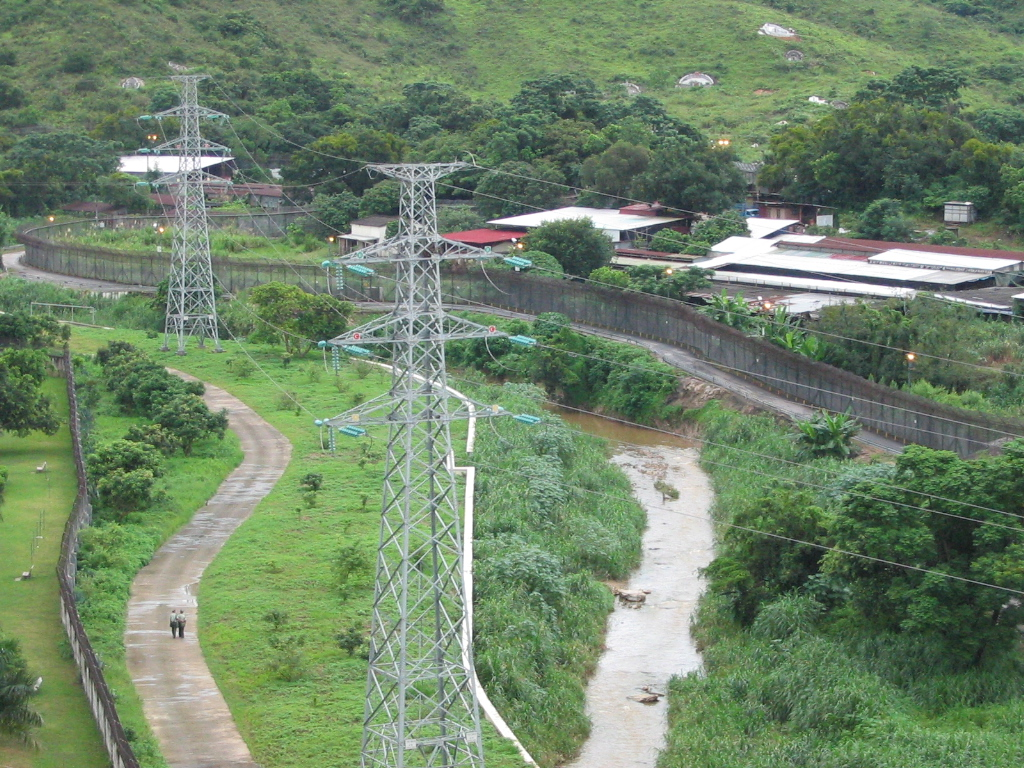
Frontière entre la Chine continentale et la région administrative spéciale (RAS) de Hong Kong vue depuis la ville de Shenzhen dans le district de Luo Hu en juillet 2005

La rivière Shenzhen, ou rivière Sham Chun, est un fleuve côtier chinoise servant de limites administratives entre la Chine continentale (notamment la ville de Shenzhen) et la région administrative spéciale (RAS) de Hong Kong, que le Royaume-Uni loua les Nouveaux Territoires à la dynastie Qing en 1898, pour agrandir sa colonie.